# Wełykyj Wilchowyj
Wełykyj Wilchowyj (ukr. Великий Вільховий) – wyspa rzeczna na Dnieprze, na południe od Chersonia, w obwodzie chersońskim.
Wyspa jest podzielona na dwie części przez cieśninę Pudowa Protoka (ukr. Пудова Протока). Na wyspie znajdują się dwa jeziora: Zakitne (ukr. Закітне) i Nazarowe-Pohoriłe (ukr. Назарове-Погоріле).
23 stycznia 2025 roku zmieniono nazwę wyspy z Wełykyj Potiomkin (ukr. Великий Потьомкін) na Wełykyj Wilchowyj. Poprzednia nazwa upamiętniała Grigorija Potiomkina.